# Anton Ujváry
Anton Ujváry (13. července 1913 – 1942 Batizovce) byl slovenský fotbalový obránce. Zemřel po operaci slepého střeva v Batizovcích, kde je také pohřben.

## Fotbalová kariéra
V československé lize hrál za I. ČsŠK Bratislava a SK Baťa Zlín. Hrál také za AC Svit Batizovce. V roce 1941 nastoupil za slovenskou reprezentaci ve 3 utkáních.

## Ligová bilance
| Ročník               | Zápasy | Góly | Klub               |
| -------------------- | ------ | ---- | ------------------ |
| Státní liga 1935/36  | 4      | 0    | I. ČsŠK Bratislava |
| Státní liga 1938/39  | 15     | 0    | SK Baťa Zlín       |
| Národní liga 1939/40 | 11     | 0    | SK Baťa Zlín       |
| Národní liga 1940/41 | 7      | 0    | SK Baťa Zlín       |
| CELKEM               | 37     | 0    |                    |